# デニス・オルセン
デニス・オルセン（Dennis Olsen、1996年4月14日 -）は、ノルウェーのレーシングドライバー。

## 経歴
ヴァーレル出身で、オルセンは6歳からカートを始めた。数々のジュニアタイトルを獲得し、2012年まで母国ノルウェーやドイツのカートレースでタイトルを獲得した。
2013年はフォーミュラにステップアップし、オルセンが選んだレースは、ニュージーランドで開催されている トヨタ・レーシング・シリーズであった。同年このレースには、ニック・キャシディ、アレックス・リン、 ルーカス・アウアー、ピポ・デラーニ、ヤン・マーデンボローなど後に様々なレースで活躍するドライバーが参戦していた。オルセンは、タチアナ・カルデロンに次ぐシリーズ13位であった。

### フォーミュラ・ルノー2.0
オルセンは、ドイツのヨゼフ・カウフマン・レーシングからフォーミュラ・ルノー2.0 北欧チャンピオンシップにも参加した。3回表彰台を獲得し、ジャック・エイトケンとマット・パリーに次ぐランキング3位で終えた。ザントフォールト・サーキットでの最終戦ではポールポジションを記録したが、レースは大雨により中止となった。
2014年はプレマ・パワーチームからフォーミュラ・ルノー 2.0ユーロカップに出場。スパ・フランコルシャンとニュルブルクリンクで優勝し、チャンピオンを獲得したニック・デ・フリースに次ぐランキング2位を獲得した。ヘレス・サーキットでの最終戦は後に技術違反により失格となった。
オルセンは2015年もフォーミュラ・ルノー・ユーロカップ2.0に残り、マナー・MPモータースポーツに移籍した。

### スポーツカーレース
オルセンはスポーツカーレースでも活躍している。ドイツのポルシェ・カレラカップでは2016年に3位、翌年シリーズチャンピオンに輝いている。インターコンチネンタルGTチャレンジでも2019年にシリーズチャンピオンを獲得している。2022年及び2023年はドイツツーリングカー選手権に参戦する。